# Alberto Vázquez Rico
Alberto Vázquez Rico, va néixer el 13 d'octubre de 1980 a La Corunya, Galícia. És il·lustrador, novel·lista gràfic i dissenyador gràfic.

## Ressenya biogràfica
Va començar a estudiar Belles arts en la Universitat de Vigo i es va graduar s la Universitat de València. Va estudiar il·lustració a l'escola Massana a Barcelona. El seu treball com a dibuixant va començar en 2001. Va ser un dels cofundadors del segell d'editorial Polaqia amb el qual va publicar el seu primer àlbum en solitari en 2002. També va dirigir els mateixos fanzines, com Fanzine Enfermo, i va participar en altres llançaments ibèrics com Nosotros somos los muertos o Dos veces breve. Com a il·lustrador, ha desenvolupat diversos treballs per a periòdics i revistes, inclòs El País.
Però és millor conegut pel seu paper com a autor de novel·les gràfiques. Una d'aquestes obres, Psiconautas, va ser portada al cinema en una producció guionizada i dirigida conjuntament per ell i pel basc Pedro Rivero, sota el nom de Birdboy. Aquest curtmetratge d'animació va ser nominat als Premis Goya i als Oscar l'any 2010.
Posteriorment va realitzar un llargmetratge basat en aquest curt, Psiconautas, los niños olvidados. Va guanyar el Goya a la millor pel·lícula d'animació el 2017.
També és percussionista de la banda de pop Mano de obra.

## Obra

### Com a dibuixant
- Alter ego (Polaqia, 2002)
- Freda (Edicions de Ponent, 2003), amb Kike Benlloch. Nominada com a millor novel·la en els premis de l'Exposició Internacional de Comic Barcelona i pels White Ravens de la literatura infantil .
- Psiconautas (Astiberri Ediciones, 2006). Nomenada la millor revelació d'autor en els còmics de Madrid i Barcelona i el millor dibuix de Barcelona.
- El evangelio de Judas (2007). Premi del públic al millor dibuix al Saló Internacional del Còmic de Barcelona (2008).

### Com a il·lustrador
- Hop Frog, d'Edgar Allan Poe (Oqo, 2008)
- Palabras de sal, d'Antonio García Teijeiro (Xerais, 2011).
- Poe, de Jordi Sierra i Fabra (Libros del zorro rojo).
- La sombra sobre Innsmouth, de H. P. Lovecraft (Astiberri Ediciones, 2010).

### Com a músic
- Imperio cobra, Mano de obra. 2010.
- Cámara de cría, Mano de obra. 2012.

### Com a cineasta
- Birdboy,[4] direcció i guió. 2011. Premi a millor film d'animació en el Festival de Derry. Millor curtmetratge del Festival Animation of Cans en 2011. Nomenat el Premi Goya al millor curtmetratge animat de 2012.
- Sangre de Unicornio,[5] direcció. 2013. Nominat al Premi Goya al millor curtmetratge animat.
- Psiconautas, los niños olvidados,[6] direcció amb Pedro Rivero. 2015. Premi Goya a la millor pel·lícula d'animació 2017.
- Decorado,[7] direcció i guió. 2016. Premi Goya al millor curtmetratge d'animació i nominat a diversos premis internacionals.[8]